# Charles de Gondi
Pour les articles homonymes, voir Gondi.
Charles de Gondi, né en 1569, mort le 22 mai 1596 au Mont-Saint-Michel, est un seigneur français d'origine italienne du XVIe siècle. Il fut marquis de Belle-Île, gentilhomme de la Chambre, Général des galères de France et gouverneur de Fougères. Il était également l'héritier du duché de Retz, détenu par ses parents, mais mourut avant eux, âgé de 27 ans, sans avoir été duc de Retz.

## Biographie

### Naissance, famille et mariage
Charles de Gondi est né en 1569, d'Albert de Gondi (04/11/1522 à Florence – 21/04/1602 à Paris), duc consort de Retz, seigneur de Machecoul, seigneur de Noisy-le-Roi et du Perron, marquis de Belle-Île et des Îles d'Hyères, pair de France, gouverneur de Nantes, de Metz et de Provence, Général des galères de France et maréchal de France, et de Claude-Catherine de Clermont (1543 à Paris – 18/02/1603 à Paris), duchesse douairière de Retz, dame de Machecoul, baronne de Dampierre, pair de France et salonnière.
Ses parents ont également neuf autres enfants après sa naissance : Claude-Marguerite (1570-1650), Françoise (1571-1627), Henri (1572-1622), Gabrielle (1577-????), Philippe-Emmanuel (1581-1662), Hippolyte (1583-1646), Jean-François (1584-1654), Louise (1585-1661) et Madeleine (1586-1662).
Charles de Gondi épouse, le 6 septembre 1587 à Paris, Antoinette d'Orléans-Longueville (1572 à Trie-Château – 24/04/1618 à Poitiers), dame de Château-Gontier, dont il a deux fils :
- Henri de Gondi (1590 à Machecoul – 12/08/1659 à Chéméré),
- Léonor de Gondi (????-1600).

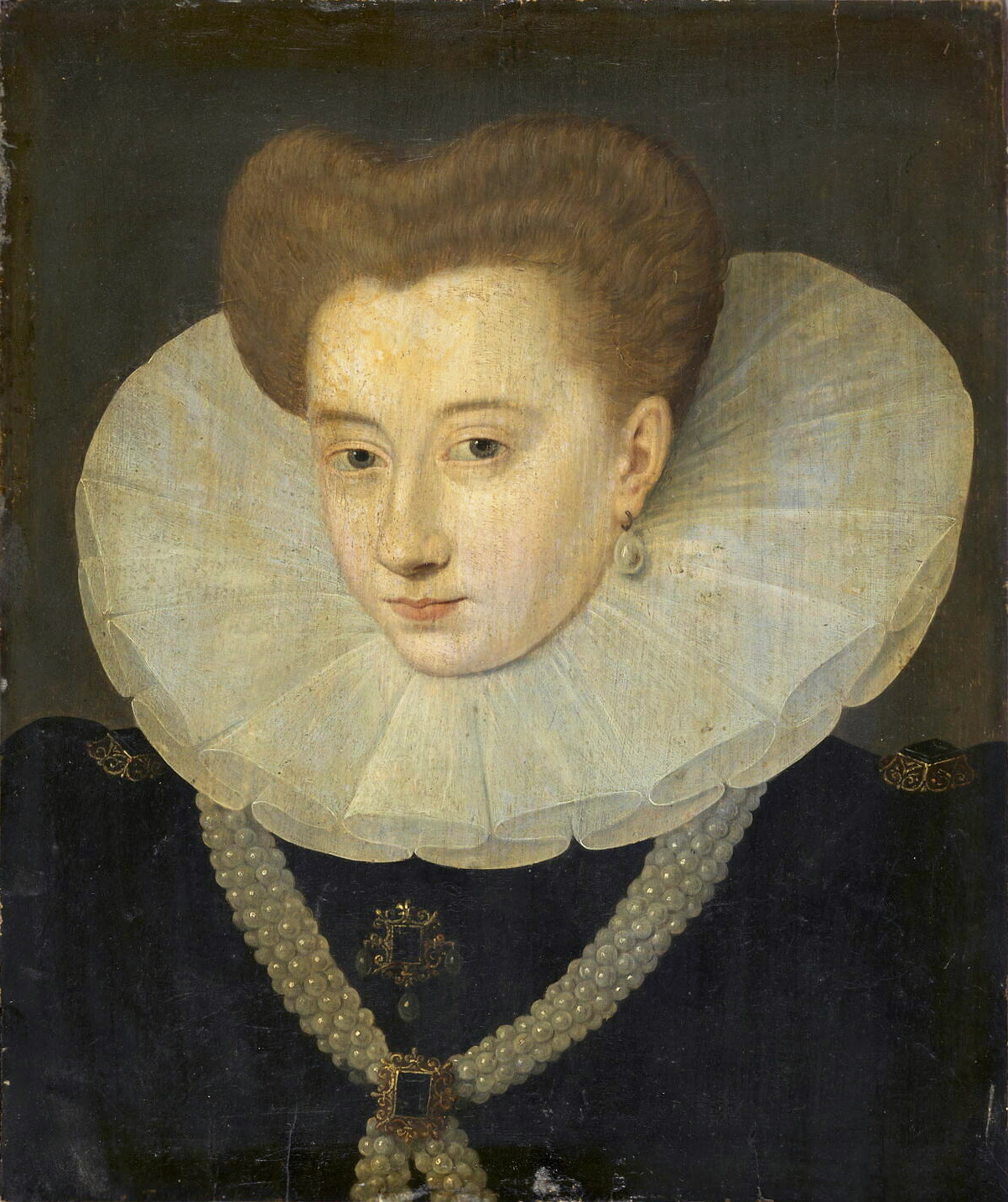
Antoinette d'Orléans-Longueville, son épouse.
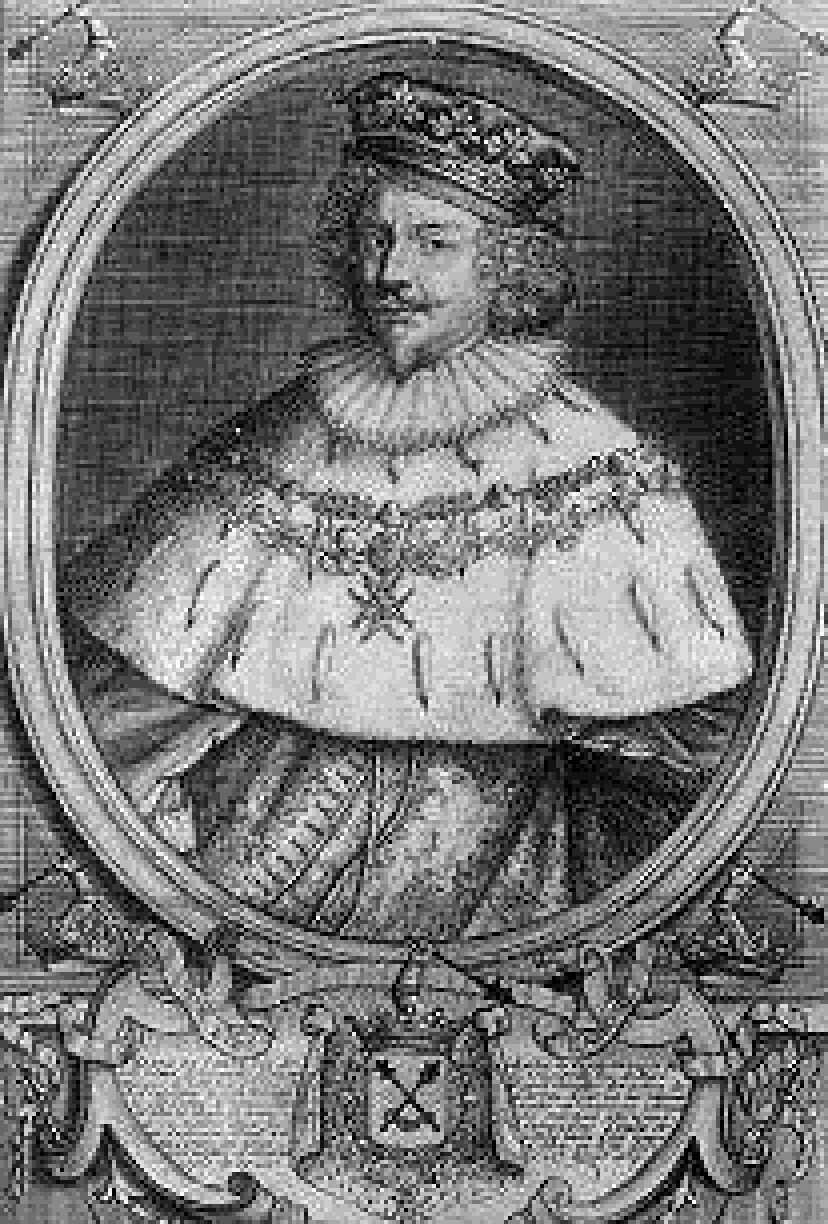
Henri de Gondi, son fils.

### Le jeune défenseur de ses terres
Charles de Gondi est nommé Général des galères de France en 1579. Il n'a alors que 10 ans.
C'est l'époque des Guerres de religion : catholiques et protestants s'opposent. En 1588, Charles de Gondi a 19 ans, et malgré son jeune âge, c'est lui qui va défendre la ville de Machecoul, fief du duché de Retz, contre les assaillants protestants huguenots. Mais pour défendre Machecoul, il dispose d'une faible garnison : 56 hommes d'armes. Même si les murailles du château de la ville sont épaisses, Charles demande tout de même à la ville de Nantes, tenue par le duc de Mercœur, Philippe-Emmanuel de Lorraine (09/09/1558 à Nomeny – 19/02/1602 à Nuremberg), chef de la ligue en Bretagne, des secours d'armes et de munitions de guerre, et il envisage de renforcer les défenses de la ville, bientôt entourée d'ennemis.

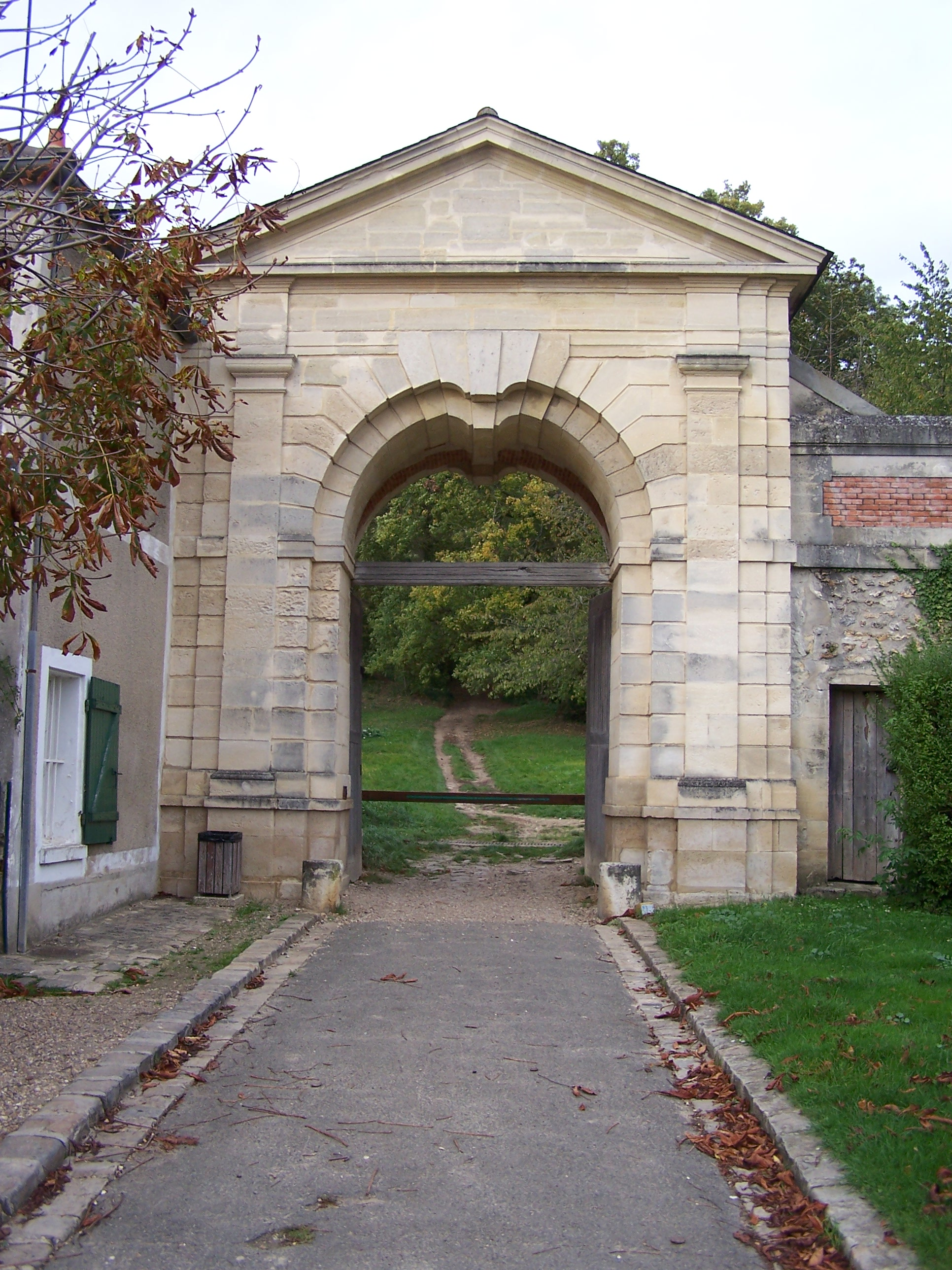
la Porte des Gondi a Noisy-le-roi est l'unique vestige de son fastueux château bâti en 1575

Protestants calvinistes, les Huguenots sont dirigés par le roi de Navarre Henri de Bourbon (1553-1610) (le futur roi de France Henri IV), qui avance vers Paris. En août 1588, il assiège la ville et le château de Machecoul. Il envoie quelques coups de canon (couleuvrine). Mais ne se voyant pas en force de s'en rendre maître, il lèvera finalement le siège, non sans avoir eu des pertes.

### La mort du jeune marquis
En 1595, le duc de Mercœur confie à Charles de Gondi le gouvernement de Fougères, avec la promesse d'obtenir le Mont-Saint-Michel, gouverné alors par le marquis de Quéroland, un ligueur soupçonné d'infidélité par le duc de Mercœur. Le 22 mai 1596, Charles de Gondi veut entrer au Mont-Saint-Michel par surprise pour le prendre, mais il est tué, âgé seulement de 27 ans, dans une échauffourée, dont les circonstances restent mystérieuses. Voir à ce sujet une note dans le registre de catholicité de Saint-Benoit-de-Beuvron [AD50 en ligne - 5 Mi 2111(1561-1685) page 30/652] qui indique : "le jeudy XXIII° de mai 1596 jour et feste de l'asention viron IX heures de matin le sieur Marquis de Belle-Ile, fils du maréchal de rais, entrant dent le chateau du mont saint michel avec sa noblesse et ses gardes, tua le fraire du Sr quéroland gouverneur de la dite ville et chateau avec six ou sept autres de la dite place. Au même temps le dit Sr marquis fut tué avec un fier capitaine nommé Vollebasse fils du Sr de la Baluée. Les corps ne furent rendus que par composition le corps du Sr marquis fut amené à fougères huitieme après qui estoit jour de jeudy accompagné de ses gardes et gendarmes requiescat in pace. Le dit jour il fist une grande tempeste tant de vent que de pluye il tomba plusieurs chesnes pommiers et autres arbres." 
Son épouse, Antoinette d'Orléans-Longueville, veuve éplorée de 24 ans (elle aimait beaucoup son époux), fait rapatrier le corps de son mari à Machecoul et lui organise des obsèques dignes de son rang. Les cérémonies ont lieu à Nantes, mais le corps du jeune marquis est enseveli à Machecoul, dans le caveau des Gondi, sépulture cependant provisoire puisque Antoinette d'Orléans-Longueville décide de fonder à Machecoul un monastère dans lequel on prierait plus spécialement pour le repos de l'âme de son époux qui y serait déposé : c'est ainsi qu'est créé le Couvent des Capucins de la ville. Selon l'abbé Delanoue, son tombeau était dans l'église des Chartreux de Nantes.
Antoinette d'Orléans-Longueville passera encore trois ans à Machecoul pour défendre les intérêts de ses deux fils, Henri (à présent héritier direct du duché de Retz) et Léonor (qui mourra en bas âge en 1600), tout en laissant leur éducation à des gouvernantes et des précepteurs. Puis, en 1599, elle décidera d'entrer au Couvent des Feuillantines à Toulouse, devenant « Sœur Antoinette de Sainte Scholastique ». Après un passage par l'Abbaye de Fontevraud , Maison-mère de l’ Ordre de Fontevraud, elle fondera en 1617 à Poitiers un nouvel ordre religieux : la congrégation des bénédictines de Notre-Dame-du-Calvaire, où elle s'éteindra en 1618, âgée de 46 ans.

## Armoiries de Charles de Gondi

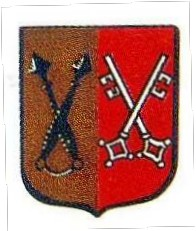
En 1959 la ville de NOisy le roi dont il fut le propriétaire inclut son blason (a gauche) sur celui de la ville,

engagement qui fut renouvelée sur le suivant.

## Sources
- « Emmanuel Leduc. L'Histoire de Machecoul au travers de la fresque Pavageau de la Salle St Honoré. 200?. p. 13. »(Archive.org • Wikiwix • Archive.is • Google • Que faire ?) (consulté le 21 août 2014)

- Louis Moreni. Le grand dictionnaire historique, ou le mélange curieux de l'histoire sacrée….